# Rearviewmirror: Greatest Hits 1991–2003
A Rearviewmirror: Greatest His 1991–2003 a Pearl Jam első „legnagyobb slágerek” albuma, 2004. november 16-án jelent meg, kétlemezes kiadásban. (Az együttes első válogatáslemeze, a Lost Dogs ritkaságokat tartalmazott.)
A Once, az Alive és az Even Flow dalokat Brendan O'Brien remixelte. Az album a Billboard listán a top 20-ban nyitott, és 96 000 példányban kelt el a megjelenés hetében.

## Számok

### 1.lemez
1. Once (2004 Remix) (Vedder, Gossard) – 3:16
  - Eredetileg a Ten albumon.
2. Alive (2004 Remix) (Vedder, Gossard) – 5:42
  - Eredetileg a Ten albumon.
3. Even Flow (Vedder, Gossard) – 5:03
  - Ez a videóklipben is hallható verzió.
  - Eredetileg a Ten albumon.
4. Jeremy (Vedder, Ament) – 5:20
  - Eredetileg a Ten albumon. Ez egy átdolgozott verzió.
5. State of Love and Trust (Vedder, McCready, Ament) – 3:43
  - Eredetileg Facérok című film zenéje. Ez a verzió nem egyezik meg a soundtracken található változattal.
6. Animal (Abbruzzese, Ament, Gossard, McCready, Vedder) – 2:47
  - Eredetileg a Vs. albumon.
7. Go (Abbruzzese, Ament, Gossard, McCready, Vedder) – 3:12
  - Eredetileg a Vs. albumon.
8. Dissident (Abbruzzese, Ament, Gossard, McCready, Vedder) – 3:34
  - Eredetileg a Vs. albumon.
9. Rearviewmirror (Abbruzzese, Ament, Gossard, McCready, Vedder) – 4:44
  - Eredetileg a Vs. albumon.
10. Spin the Black Circle (Abbruzzese, Ament, Gossard, McCready, Vedder) – 2:49
  - Eredetileg a Vitalogy albumon.
11. Corduroy (Abbruzzese, Ament, Gossard, McCready, Vedder) – 4:39
  - Eredetileg a Vitalogy albumon.
12. Not For You (Abbruzzese, Ament, Gossard, McCready, Vedder) – 5:53
  - Eredetileg a Vitalogy albumon.
13. I Got Id (Vedder) – 4:51
  - "I Got Shit" címen is ismert.
  - Eredetileg a Mirror Ball lemezről.
14. Hail, Hail (Gossard, Vedder, Ament, McCready) – 3:44
  - Eredetileg a No Code albumon.
15. Do the Evolution (Gossard, Vedder) – 3:52
  - Eredetileg a Yield albumon.
16. Save You (Ament, Cameron, Gossard, McCready, Vedder) – 3:55
  - Eredetileg a Riot Act albumon.

### 2.lemez
1. Black (2004 Remix) (Vedder, Gossard) – 5:39
  - Eredetileg a Ten albumon.
2. Breath (Vedder, Gossard) – 5:24
  - Eredetileg a  Facérok című film zenéje.
3. Daughter (Abbruzzese, Ament, Gossard, McCready, Vedder) – 3:56
  - Eredetileg a Vs. albumon.
4. Elderly Woman Behind the Counter in a Small Town (Abbruzzese, Ament, Gossard, McCready, Vedder) – 3:15
  - Eredetileg a Vs. albumon.
5. Immortality (Abbruzzese, Ament, Gossard, McCready, Vedder) – 5:12
  - Eredetileg a Vitalogy albumon.
6. Better Man (Vedder) – 4:28
  - Eredetileg a Vitalogy albumon.
7. Nothingman (Vedder, Ament) – 4:34
  - Eredetileg a Vitalogy albumon.
8. Who You Are (Gossard, Irons, Vedder) – 3:53
  - Eredetileg a No Code albumon.
9. Off He Goes (Vedder) – 6:00
  - Eredetileg a No Code albumon.
10. Given to Fly (McCready, Vedder) – 4:00
  - Eredetileg a Yield albumon.
11. Wishlist (Vedder) – 3:26
  - Eredetileg a Yield albumon.
12. Last Kiss (Wayne Cochran) – 3:17
  - Eredetileg az 1998-as karácsonyi kislemez, 1999-ben kislemezként is megjelent. A csapat legnagyobb kislemez-sikere lett. A Lost Dogson is megtalálható.
13. Nothing As It Seems (Ament) – 5:21
  - Eredetileg a Binaural albumon.
14. Light Years (Gossard, McCready, Vedder) – 5:10
  - Eredetileg a Binaural albumon.
15. I Am Mine (Vedder) – 3:36
  - Eredetileg a Riot Act albumon.
16. Man of the Hour (Vedder) – 3:45
  - A Nagy Hal filmzenéje.
17. Yellow Ledbetter (Ament, McCready, Vedder) – 5:03
  - Eredetileg a  Jeremy kislemezen. A Lost Dogs-on is megtalálható.

## Listás helyezések
| Év   | Lista                 | Helyezés |
| ---- | --------------------- | -------- |
| 2004 | Ausztrál Lemezlista   | 2        |
| 2004 | Új-Zélandi Lemezlista | 3        |
| 2004 | Kanadai Lemezlista    | 10       |
| 2004 | The Billboard 200     | 16       |
| 2004 | Top Internet Albums   | 16       |
| 2004 | Ír Lemezlista         | 22       |
| 2004 | Angol Lemezlista      | 58       |
| 2004 | Német Lemezlista      | 75       |

## Fordítás
- Ez a szócikk részben vagy egészben  a   Rearviewmirror (Greatest Hits 1991–2003) című angol Wikipédia-szócikk fordításán alapul.  Az eredeti cikk szerkesztőit annak laptörténete sorolja fel. Ez a jelzés csupán a megfogalmazás eredetét és a szerzői jogokat jelzi, nem szolgál a cikkben szereplő információk forrásmegjelöléseként.